# 深空2号
深空2号（Deep Space 2）是美国宇航局的空间探测器，属于新千年计划的一部分，它包括两颗高度先进的微型探测器，1999年1月搭载在火星极地着陆者号上被送往火星 。这两颗探测器分别被命名为“斯科特”和“阿蒙森”，以纪念首批抵达地球南极的探险家罗伯特·法尔肯·斯科特和罗尔德·阿蒙森。深空2号计划成为第一台穿入另一颗行星地表下的探测器，在进入火星大气层后，它将与火星极地着陆者号母船分离，并不带降落伞仅靠气动外壳撞击器撞击到地表。但在撞击发生后，所有重建通讯的尝试都未得到回应，2000年3月13日，该任务宣布失败。。
深空2号的开发成本为2800万美元。

## 概述

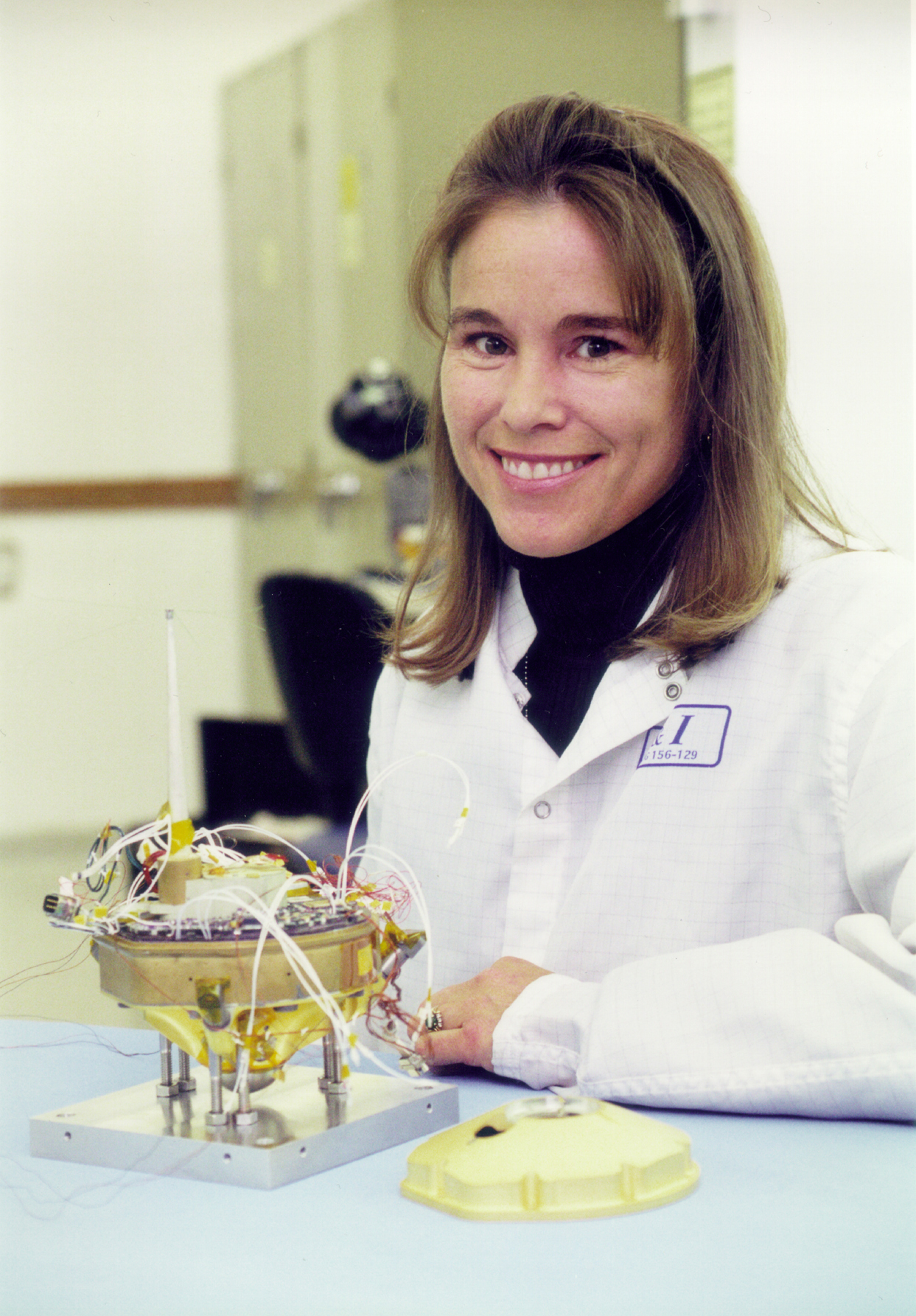
深空2号项目经理莎拉·加维特与探测器的工程硬件。

深空2号，也被称为“火星微探测器” ，是美国宇航局新千年计划下开发的第二艘航天器，主要用于测试飞行先进航天技术概念，项目目的是进行高风险技术演示，其口号是“承担风险以减少未来的危险”。该项目由帕萨迪纳喷气推进实验室主持和运营，亚利桑那大学、新墨西哥州、北亚利桑那大学、空军研究实验室等也提供了支持。
深空2号任务旨在对穿透探测器概念进行工程验证，以高速撞击行星，而非像传统探索行星的探测器那样减速软着陆。穿透器概念可能是一种成本较低的方法，并且具有所建议的可钻入行星（本例中是火星）地表下的优势。
虽然该探测器的主要目的是验证行星地表穿入技术，但也有在火星进行科学分析的目标，包括获得整个大气柱的密度、气压和气温；描述土壤的硬度以及可能存在的数十厘米厚的土壤分层；确定地下土壤中是否存在冰；并估测深度土壤的热导率。此类探测器的终极目标是只使用一次常规假定的着陆资源，完成环行星网络的部署。
1999年1月3日，探测器与火星极地着陆者号一起搭载德尔塔2号7425型运载火箭发射升空。

### 探测器
每台探测器重2.4千克（5.3磅），它们被包裹在保护性气动外壳内，搭乘火星极地着陆者号航天器中前往火星。
1999年12月3日，火星极地着陆者号抵达火星南极附近后，篮球般大小的探测器从主航天器中被释放出来，它们穿过大气层并以超过179米/秒（590英尺/秒）的速度撞击火星表面。撞击时，每台探测器的气动外壳事先都被设计为将破裂粉碎，里面葡萄柚大小的穿透器则钻入土壤分成两部分，称为前体的下半部，设计钻入土壤下0.6米（2英尺），内部安装了主要科学仪器——“进化水实验”；探测器的上半部，即尾部则设计为留在地表，以便通过它的特高频天线将数据传输到环火星轨道的火星全球探勘者号卫星上。该卫星将充当中继站，将收集到的数据发送回地球，穿透器的上下两部分通过数据电缆连接在一起。

## 探测仪器
每台探测器都配备有五件分析大气、地表和地下的仪器。
• 下降加速计：下降加速计是一种商用传感器，用于测量下降过程中的阻力加速度。根据加速度数据，结合探测器速度和弹道系数知识，其读数可用于推导火星大气层的密度分布。
• 撞击加速度计：撞击加速计的测量范围为±120000G，适用于撞击火星表面时的较大预期加速度。
• 气象传感器提供着陆点的大气压和气温数据。该传感器位于探测器的后部，以便撞击后保持在地表上方。它通过通信进行采样和记录，一旦微控制器在撞击过程中发生故障，它可以采集气象数据。
• 土壤热导率温度传感器：双铂电阻温度传感器将测定前体钻入地表后的冷却速率。
• 进化水实验：前体中的小样本收集系统会将火星表土带入一个加热室。然后将样品加热以让小型可调谐二极管激光器对所产生的蒸汽进行光谱测量。进化水实验是探测器上的主要仪器。

## 新技术：高撞击和低温电子
为深空2号探测器设计的定制电子设备和电池，可承受撞击火星表面时产生的极高加速度和运行时将经历的低温。电子元件和定制电池都需承受80000G左右的冲击，工作温度低至摄氏-80度。此外，前体和后体之间的加速度差可能高达30000G。
电池
为在预期条件下能正常使用，喷气推进实验室与雅得尼技术公司（Yardney Technology Products）一道设计了一款电池，为两块6-14伏、使用亚硫酰氯化锂（LI-SOCl2）的非充电电池，该电池在开发过程中通过了撞击和热循环测试。 
电子封装
由于探测器的外形尺寸及恶劣的生存条件，喷气推进实验室使用了包括提高芯片主板（COB）封装密度等一系列新技术来保护机载电子设备。它还采用了一根1米长的柔性脐带电缆来连接撞击时会产生移位的前部穿透器。发射前对机械（无功能）模型进行了撞击测试，以确定这些结构能否保持完好无损。

## 任务失败
探测器与火星极地着陆者号任务一起抵达火星，显然飞行过程并未发生事故，但撞击后从未建立起通信，目前尚还不清楚具体失败原因为何。
受托调查火星极地着陆者号和深空2号探测器失败原因的事故审查委员会无法确定具体失败原，但提出了以下几种可能：
- 探测器上无线电设备在撞击中幸存下来的概率很低；
- 电池可能因碰撞而失效；
- 探测器可能在撞击时反弹到太空；
- 探测器可能侧面着地，导致天线性能或无线电链路几何结构不佳；
- 探测器可能直接撞到了岩石过于坚硬的地面而被毁。

委员会的结论是，探测器及其组件在发射前没有经过充分的测试。
- 深空2号穿透器
- 深空2号的地上部分
- 深空2号进入大气层的气动外壳
- 穿透后展开的深空2号的可视化图示
- 深空2号功能动画
- 深空2号探测器组件

## 另请查看
- 火星探测
- 深空1号
- 洞察号 – 携带了类似的带温度传感器的钻地探测器
- 火星探测任务列表
- 非充电电池供电的探测器列表